# Conwayrevet

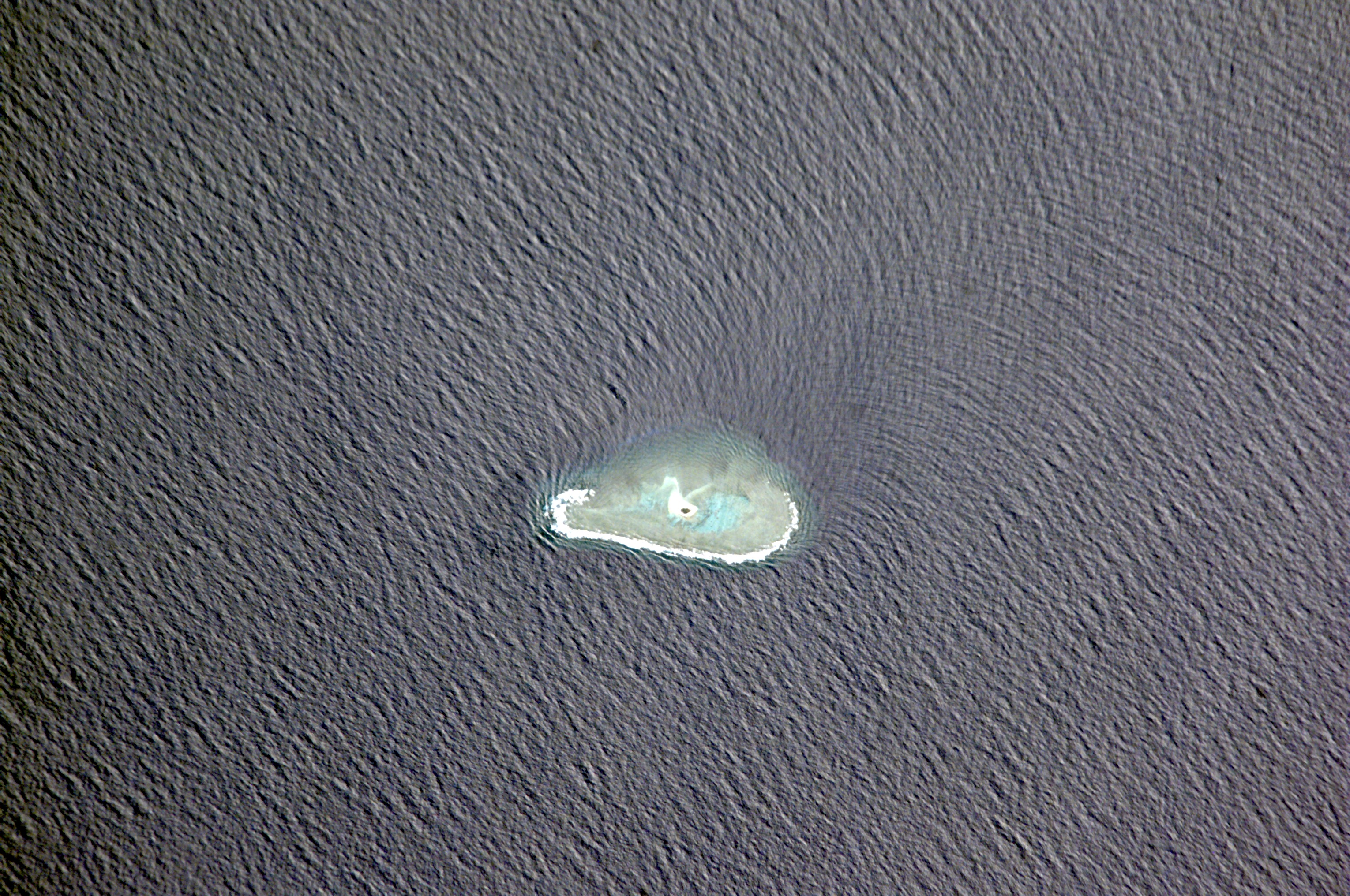
Conwayrevet

Conwayrevet (fijianska: Ceva-I-Ra) är ett tre kilometer långt korallrev som tillhör Fiji. Det ligger vid 21.77° syd och 174.52° öst. Det består av en liten korallö, som är omkring 600 meter lång och 1,5 meter hög. Revet är obebott. 
Revet upptäcktes 1838 av den brittiske marinofficeren Drinkwater Bethune vid HMS Conway, och kartlades flera år senare av kapten Denham vid HMS Herald. Två skeppsbrott, ett 1979 och ett 1981, har inträffat vid revet.
1983 rapporterades viss vegetation på korallön, men 1985 var den åter kal.